# 39 Bootis
39 Bootis, som är stjärnans Flamsteed-beteckning, är en trippelstjärna i den norra delen av stjärnbilden Björnvaktaren. Den har en kombinerad skenbar magnitud på ca 5,68 och är svagt synlig för blotta ögat där ljusföroreningar ej förekommer. Baserat på parallaxmätning inom Hipparcosuppdraget på ca 14,6 mas, beräknas den befinna sig på ett avstånd på ca 224 ljusår (ca 69 parsek) från solen. Den rör sig närmare solen med en heliocentrisk radiell hastighet på −31 km/s.

## Egenskaper
Primärstjärnan 39 Bootis A är en gul till vit stjärna  i huvudserien av spektralklass F8 V. Den är i sig en dubbelsidig spektroskopisk dubbelstjärna med en omloppsperiod på 12,822 dygn, en excentricitet av 0,39 och en vinkelseparation av 2,021 mas. Den har en massa som är ca 1,3 (+ 1,0) gånger solens massa, en radie som är ca 4 gånger större än solens och utsänder ca 22 gånger mera energi än solen från dess fotosfär vid en effektiv temperatur på ca 6 300 K.
Följeslagaren 39 Bootis B har en magnitud av 6,72 och spektralklass F7 V och har en massa av 1,25 solmassor. Den är separerad från primärparet med 2,9 bågsekunder och har en omloppsperiod på 1 347 653 år. Konstellationen är en källa till röntgenstrålning med en styrka på 41,4 × 1028 erg/s.